# Château Neuf de Vertrieu
Le château Neuf de Vertrieu est un château situé en France dans la commune de Vertrieu, dans le département de l'Isère. Il borde directement la berge du Rhône sur sa rive gauche.

## Historique

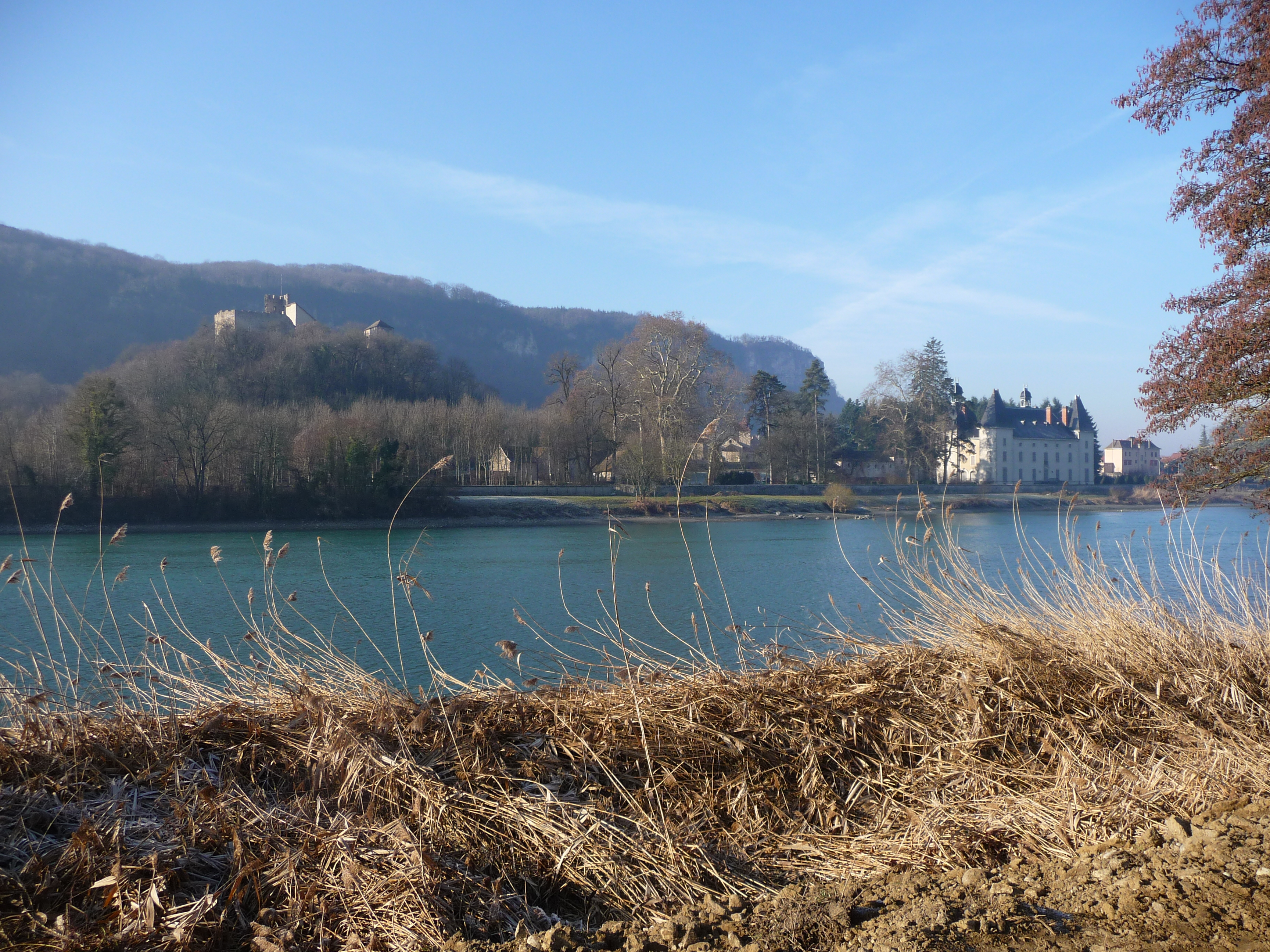
Sites du château Neuf et du Vieux château depuis les berges du Rhône

Le château est construit au milieu du XVIIe siècle par le seigneur de Vertrieu (famille connu sous le nom de « La Poype-Vertrieux »), afin de remplacer son ancien château, en ruines (dont les vestiges dénommés le « Vieux château » dominent le site). Le bâtiment est restauré à partir de 1712, sous la direction de l'architecte lyonnais Claude Perret, qui est également à l'origine de la conception du
parc. 
Au début du XXe siècle, le corps de logis est agrandi. Le château, les communs, le parc et ses constructions, le mur du château avec son grand portail sont inscrits au titre des Monuments historiques depuis 1991. Le fumoir du rez-de-chaussée et la chambre du 1er étage, avec leur décor de peintures murales sont, à leur tour, classés au titre des Monuments historiques depuis 1993,.

## Description

### Le château
Situé au bord du Rhône, le bâtiment principal est flanqué de quatre tours d'angles carrées. Celles qui sont positionnées côté village sont couvertes de toits à l'impériale. Le domaine ouvre par un portail monumental, situé à côté de l’église du village, sur une allée pavée en têtes de chat. Les bâtiments des communs s'intercalent entre les maisons du village et le château.

### Le parc et les jardins
Le domaine comprend plusieurs jardins, un parterre, une allée menant à la cour d’honneur. Il existe également un potager, ainsi que des terrasses.
Un terrain de tennis a été installé dans la partie haute du potager, avec sa clôture architecturée et son environnement d’arbustes et de rosiers blancs.
La partie basse du potager a été restaurée et restructurée. Les plates-bandes de fleurs à couper et un bassin central remplaçant l’ancien bassin démonté lors de l’installation du tennis ont été mis en place en 2017.
Le jardin régulier se compose de trois terrasses : la première replantée de tilleuls, la seconde avec deux bosquets ouverts ayant en leur centre des boulingrins et un bosquet couvert, la troisième accueillant un parterre.
Le parterre se termine par une terrasse, qui se prolonge sur 200 mètres au droit du château puis du jardin irrégulier, offrant sur une large vue sur le Rhône qui coule à quelques mètres.

## Situation et accès
Le château et son  domaine sont positionnés à la pointe nord du département de l'Isère. Il est situé à proximité de l'ancienne route nationale 75, déclassée en RD 1075 et qui permet de relier Bourg-en-Bresse à Sisteron par Voiron et Grenoble.

## Visites
Le parc aménagé pour la promenade et le jardin à la française ont été récemment restaurés et il est ouvert aux visites. L’intérieur de l’habitation, privée, n’est pas autorisée. Le château est visible depuis les deux berges du Rhône.

Quelques photos du château et de son domaine
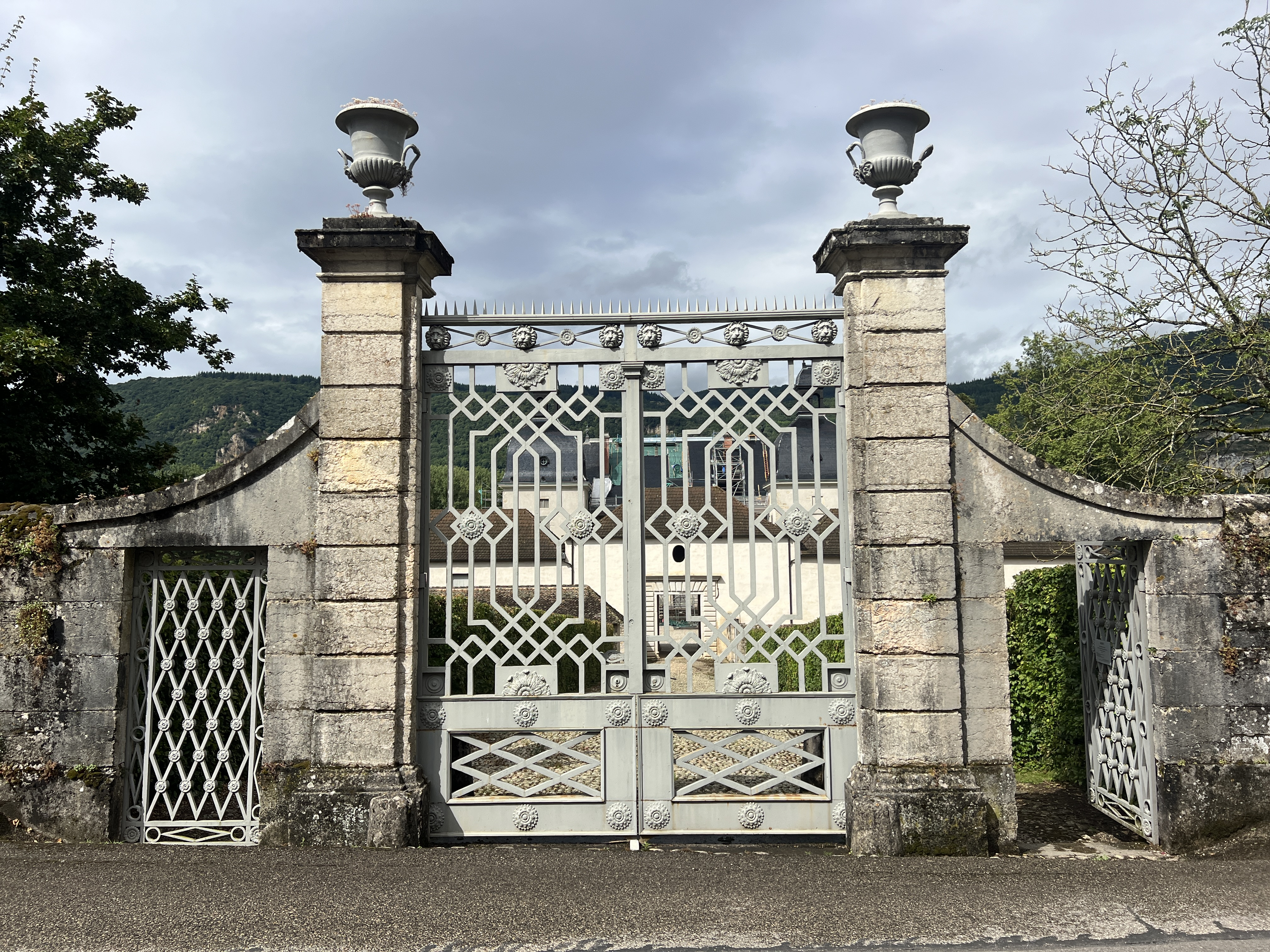
Le portail du château
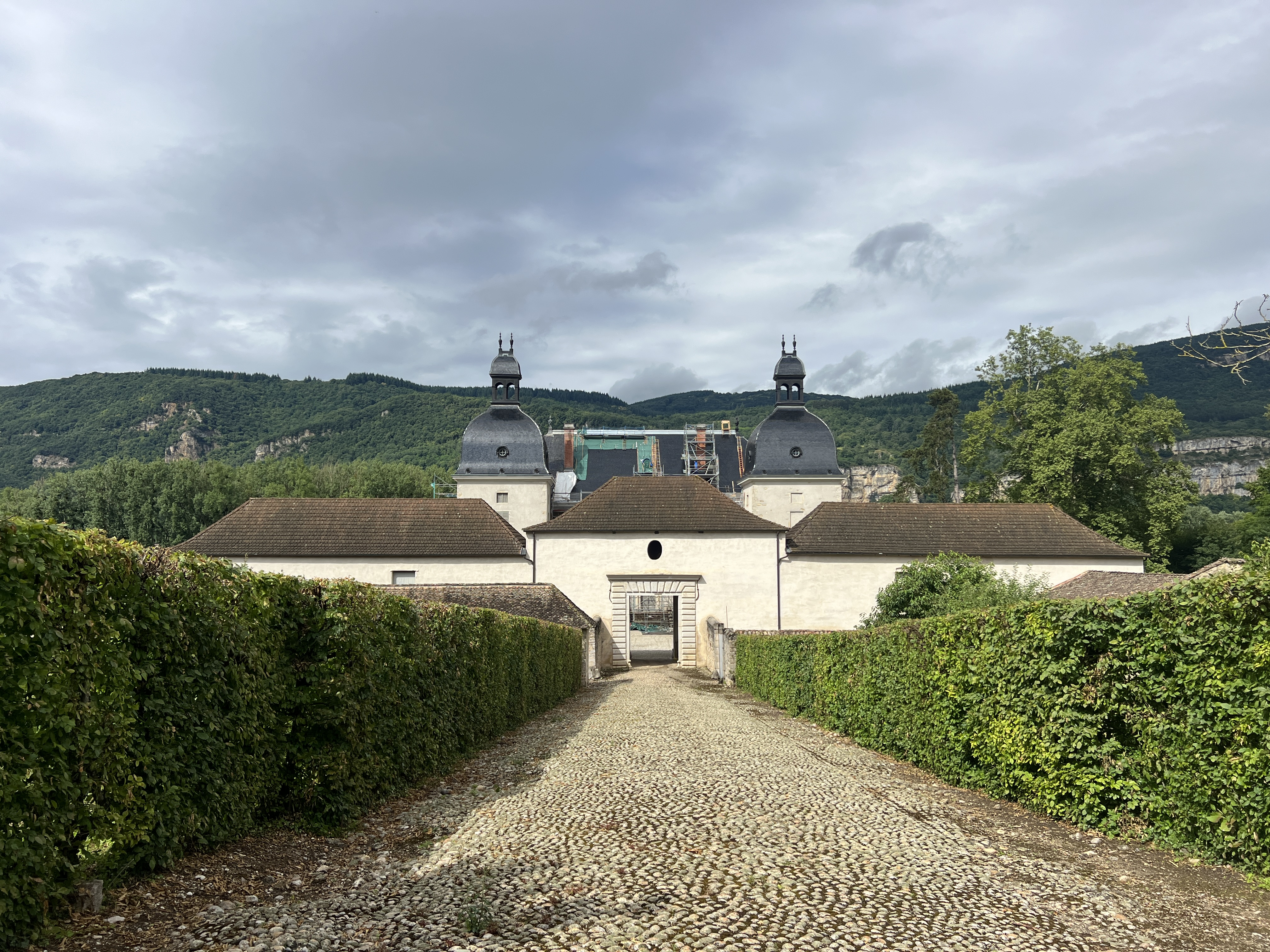
Allée principale pavée
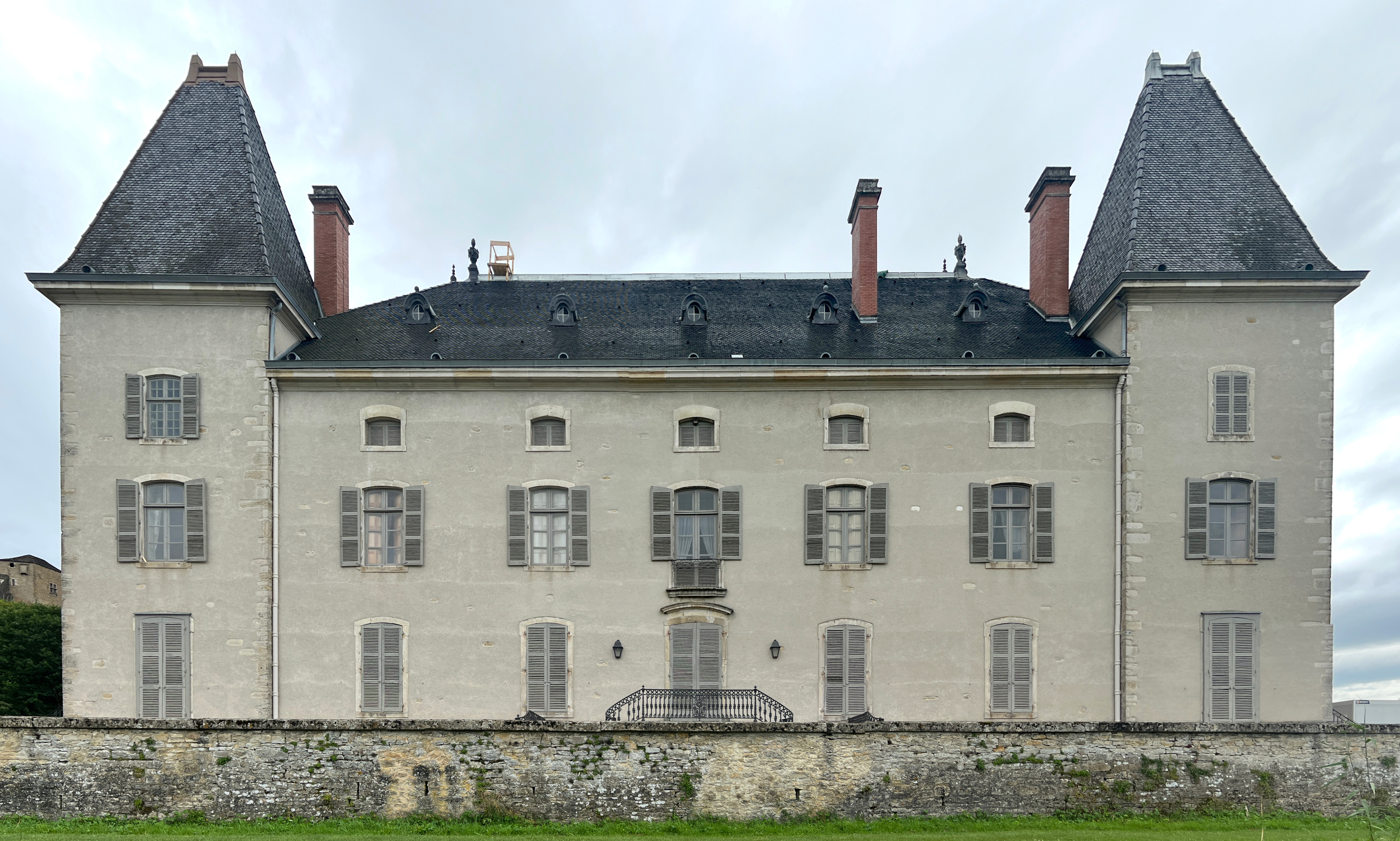
Façade du château
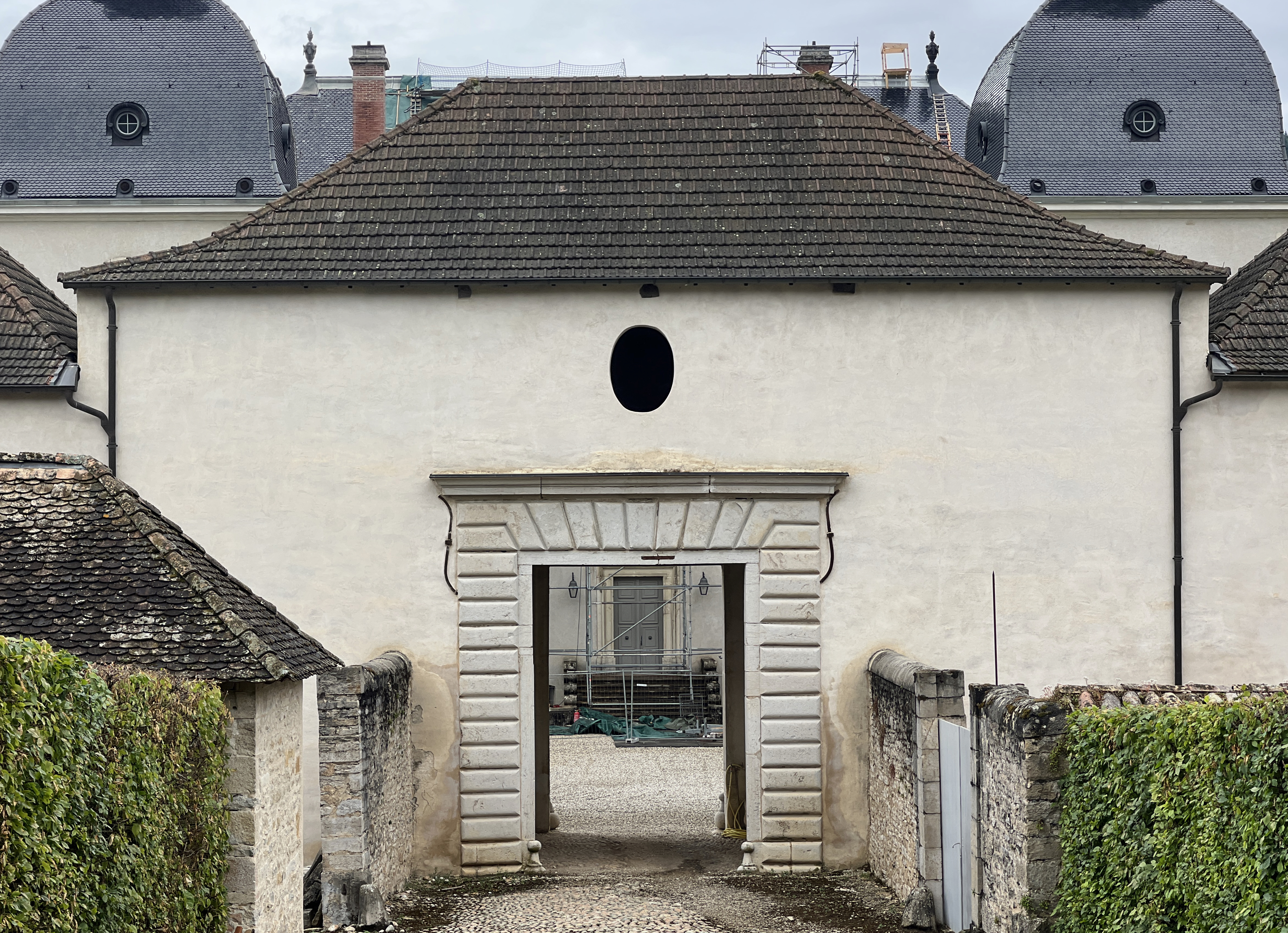
Entrée sur le château
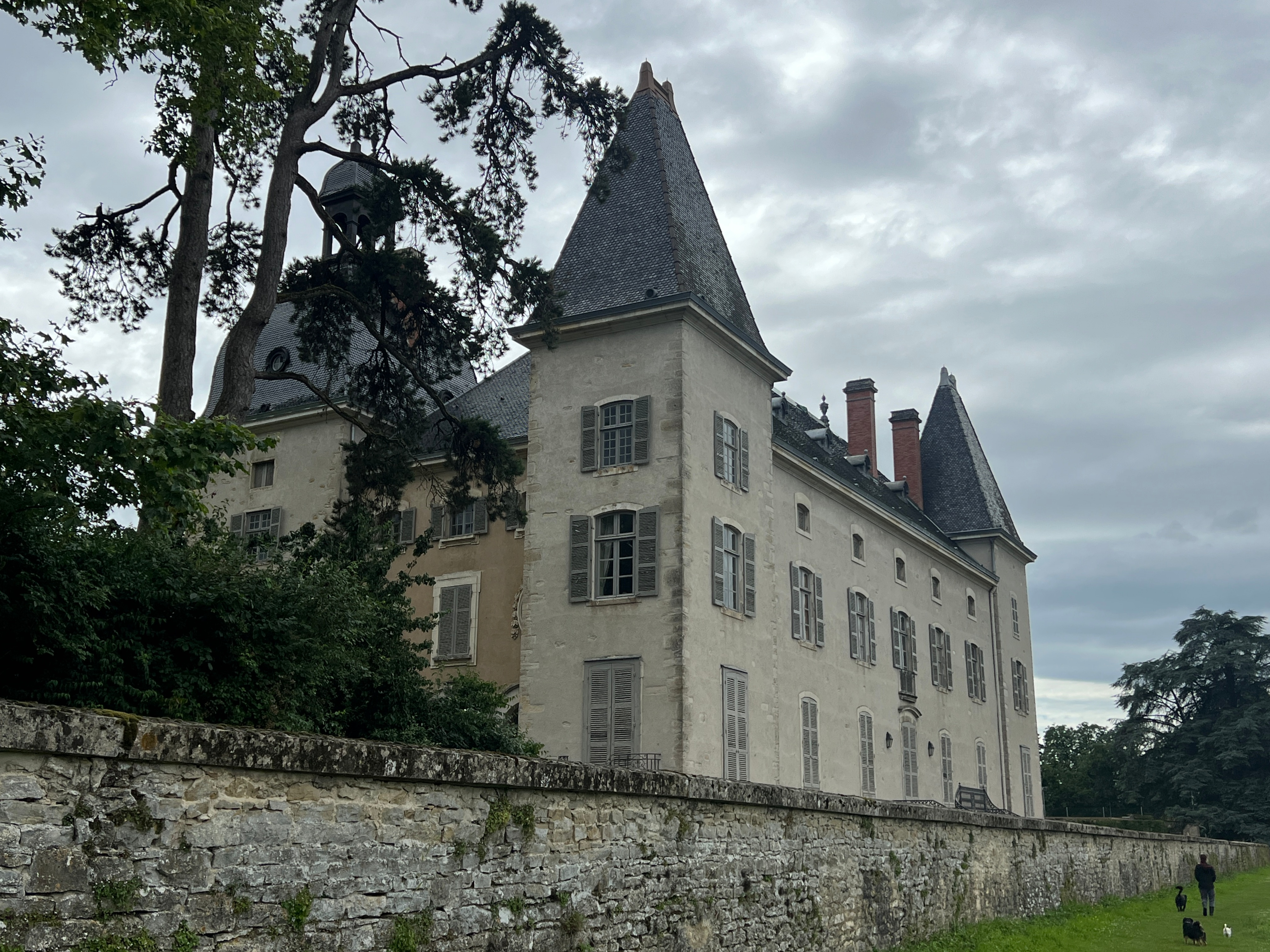
Vue de trois-quarts